# Sicherheitsoffizier (Militär)
Der Sicherheitsoffizier ist bei der Bundeswehr der für die Einhaltung der Sicherheitsbestimmungen zuständige Gehilfe des Leitenden während bestimmter Ausbildungs- und Übungsvorhaben. 
Bei Gefechtsschießen (Gefechtsausbildung im scharfen Schuss) ist stets ein erfahrener Unteroffizier mit Portepee oder Offizier als Sicherheitsoffizier eingeteilt. Ihm dürfen darüber hinaus keine weiteren Aufgaben zugeteilt werden. Er wird von Sicherheitsgehilfen (Mannschaften oder Unteroffiziere) unterstützt, die ihm mit roten und grünen Flaggen (nachts mit rotem oder grünem Licht) die Sicherheit (Ladezustand) der von ihnen zu beaufsichtigenden Waffen anzeigen und auf die Einhaltung der Sicherheitsbestimmungen achten. Der Sicherheitsoffizier und seine Gehilfen sind durch rote Armbinden am Oberarmen gekennzeichnet (nachts weiße fluoreszierende Armbinden). Der Sicherheitsoffizier trägt bei Helligkeit an beiden Oberarmen die rote Armbinde, die Sicherheitsgehilfen hingegen nur am linken Oberarm. Bei kleineren Schießübungen werden die Aufgaben des Sicherheitsoffiziers direkt vom Leitenden wahrgenommen (der mit weißen Armbinden an beiden Oberarmen gekennzeichnet ist).